# Ягельський Дмитро В'ячеславович
Дмитро́ В'ячесла́вович Ягельський — майор Збройних сил України, 30-та механізована бригада.

## Життєпис
Навчався в Київському військовому ліцеї, закінчив Львівський військовий інститут, з 2012 року — командиром взводу 30-ї механізованої бригади.
22 травня підрозділ отримав завдання встановити блокпост поблизу Сєвєродонецька, другий загін рушив із подібним завданням до міста Рубіжне. Поблизу Рубіжного при їх наближенні вже пів години тривав бій, керівник штабу вирішив змінити завдання і рушити на допомогу загону. Потрапили в «якісно організовану засідку» терористів, українські військові на той час не мали захищеного зв'язку: проходили міст, захищений 4 бетонними плитами, зліва та справа — неперевірений від мін ліс, противник розташувався на висотці. При відході старший лейтенант Ягельський кидав гранату, у цей момент зазнав численних кульових поранень. Потрапив до полону терористів, його дивом вдалося визволити.
Пережив 25 операцій станом на жовтень 2014 року (обидві ноги розтрощені кулями), приблизно стільки ж операцій іще попереду. З 3 червня не один раз поставало питання ампутації, однак цього вдалося уникнути. Лікарі прогнозують, що відновлення кісток та м'язів забере роки. Права нога атрофована, вчитися ходити доведеться заново. За ним постійно доглядає мама, Ягельська Оксана Михайлівна.
Станом на жовтень 2014 року — капітан, наймолодший у ЗСУ.

## Нагороди
20 червня 2014 року — за особисту мужність і героїзм, виявлені у захисті державного суверенітету та територіальної цілісності України, вірність військовій присязі під час російсько-української війни, відзначений — нагороджений орденом Богдана Хмельницького III ступеня.